# Giuseppe Puppo

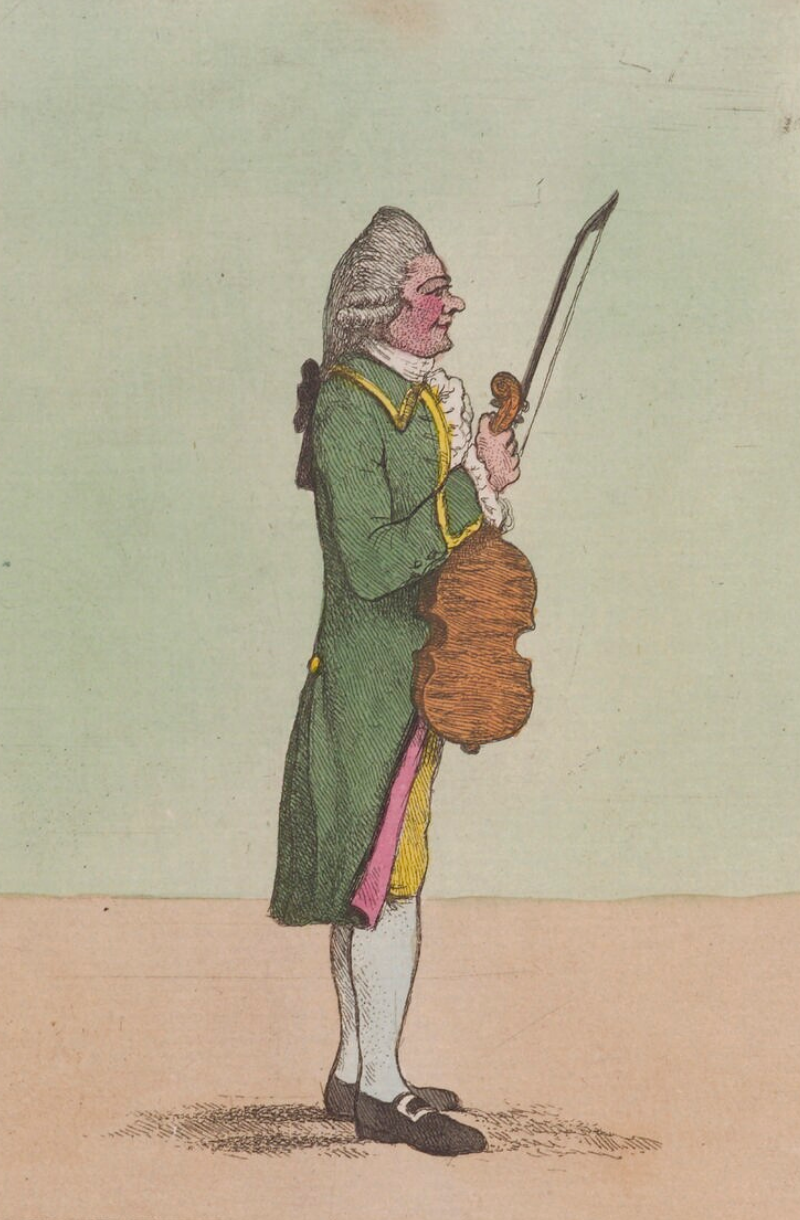
Giuseppe Puppo

Giuseppe Maria Puppo (* 12. Juli 1749 in Lucca; † 19. April 1827 in Florenz) war ein italienischer Geiger, Komponist und Dirigent der Klassik.

## Leben
Giuseppe Puppo erhielt ersten Musikunterricht in seiner Heimatstadt durch einen Geiger namens Fortini. Ab 1763 konnte er seine Ausbildung als zahlender Schüler am Conservatorio S. Onofrio in Neapel fortsetzen. 1768 kehrte er nach Lucca zurück und übernahm die Leitung des örtlichen Orchesters von Filippo Manfredi. Kunstreisen führten ihn ab 1775 zunächst für kurze Zeit nach Paris und nach Madrid, wohin er eingeladen wurde, mit einem Bruder des Königs zu musizieren. Danach weilte er unter der Protektion des Botschafters von Venetien in Lissabon, wo er in die vornehmsten Häuser eingeführt wurde. Ein Subskriptionskonzert brachte ihm 1777 so viel Geld ein, dass er sich als Millionär wähnte und unmittelbar nach London reiste, um dort, ohne zu musizieren, einen aufwändigen Lebensstil zu führen. Das vermeintliche Vermögen war schnell aufgebraucht und er war wieder genötigt, Konzerte zu geben. Diese Konzerte waren so erfolgreich, dass er schnell wieder zu erheblichem Wohlstand gelangte. Puppo gab sich gerne als Schüler Tartinis aus, dies ist unwahrscheinlich, da es hierfür keine Quellen gibt und er laut Aussage des Schülers Pierre Lahoussaye nie in Padua war.
Ab 1784 lebte und wirkte Puppo für 27 Jahre in Paris, wo ihm Giovanni Battista Viotti im Juli 1789, nach dem Tod von Niccolò Mestrino, die Leitung des Orchesters der italienischen Oper des Théatre Monsieur übertrug. Nach der Schließung dieser Oper war er in gleicher Position dem „Théâtre Feydeau“ verbunden, danach war er bis 1799 als Orchesterleiter am „Théâtre de la République“ tätig. Puppo war neben Musikern wie Pierre Rode, Daniel Steibelt, Jean-Baptiste Bréval und anderen regelmäßiger Kammermusikpartner Viottis. François-Joseph Fétis und weitere Zeitzeugen beschrieben Puppo als einen bizarren und unsteten Charakter, der dem Weingenuss zugetan war.
Nach einer Ehescheidung verließ er Paris und reiste 1811 nach Neapel, wo als erster Geiger und Dirigent im Teatro San Carlo eine Anstellung fand. Diese Position verlor er 1817, als er sich weigerte, Tanzmusik bei gesellschaftlichen Anlässen aufzuführen. Nach einer kurzen Zeit in Florenz zog er 1820 unter dem Mäzenat des adeligen Musikliebhabers und Amateurgeigers Damiani in dessen Heimatort Pontremoli mit der Verpflichtung, dort begabten Schülern Musikunterricht zu erteilen. Auch hier kam er seinem Auftrag nicht nach und kehrte 1822 nach Florenz zurück. Verarmt lebte er noch einige Jahre in der Stadt, bis 1826 der wohlhabende englische Musikprofessor und Musikschriftsteller Edward Taylor (* 1784, Norwich) die Kosten für die Unterbringung in einem Hospiz übernahm, wo Puppo ein Jahr später verstarb.

## Werke (Auswahl)
- 18 Capriccii für Violine (1814) (davon 11 verschollen)
- 3 Duos für 2 Violinen
- 6 Fantaisies für Violine und Klavier
- 2 Konzerte für Violine und Orchester